# Набас
Наба́с (фр. Nabas) — коммуна во Франции, находится в регионе Аквитания. Департамент — Атлантические Пиренеи. Входит в состав кантона Кёр-де-Беарн. Округ коммуны — Олорон-Сент-Мари.
Код INSEE коммуны — 64412.

## География

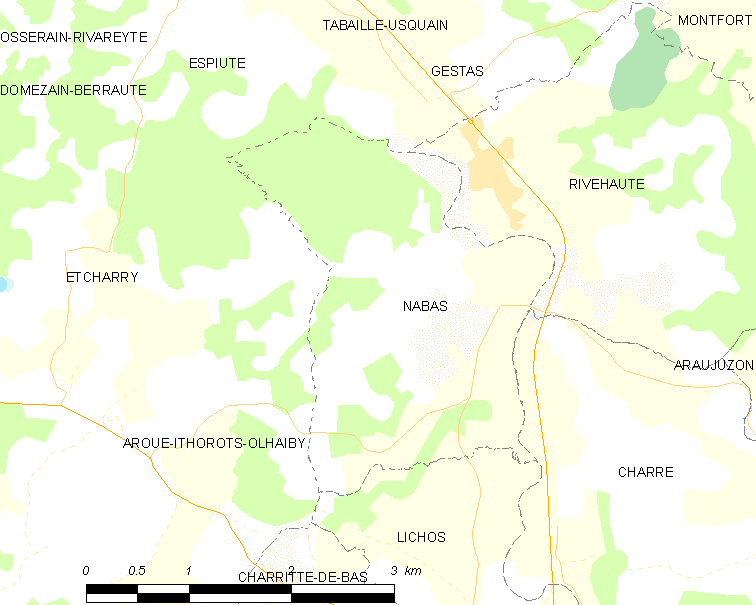
Карта коммуны

Коммуна расположена приблизительно в 670 км к югу от Парижа, в 170 км южнее Бордо, в 45 км к западу от По.
На востоке коммуны протекает река Сезон.

### Климат
Климат тёплый океанический. Зима мягкая, средняя температура января — от +5°С до +13°С, температуры ниже −10 °C бывают редко. Снег выпадает около 15 дней в году с ноября по апрель. Максимальная температура летом порядка 20-30 °C, выше 35 °C бывает очень редко. Количество осадков высокое, порядка 1100 мм в год. Характерна безветренная погода, сильные ветры очень редки.

## Население
Население коммуны на 2010 год составляло 122 человека.
| 1962 | 1968 | 1975 | 1982 | 1990 | 1999 | 2010 |
| ---- | ---- | ---- | ---- | ---- | ---- | ---- |
| 184  | 165  | 140  | 124  | 115  | 113  | 122  |

## Администрация
| Период | Период | Фамилия        | Партия | Примечания |
| ------ | ------ | -------------- | ------ | ---------- |
| 1995   | 2001   | Франсуа Фуркад |        |            |
| 2001   | 2014   | Марк Лассаль   |        |            |
| 2014   | 2020   | Мартин Уркад   |        |            |

## Экономика
В 2010 году среди 70 человек трудоспособного возраста (15-64 лет) 54 были экономически активными, 16 — неактивными (показатель активности — 77,1 %, в 1999 году было 66,2 %). Из 54 активных жителей работали 50 человек (28 мужчин и 22 женщины), безработных было 4 (0 мужчин и 4 женщины). Среди 16 неактивных 4 человека были учениками или студентами, 8 — пенсионерами, 4 были неактивными по другим причинам.

## Достопримечательности
- Церковь Св. Лаврентия (XIX век)[4]
- Протоисторические оборонительные укрепления. Исторический памятник с 1984 года[5]

## Фотогалерея

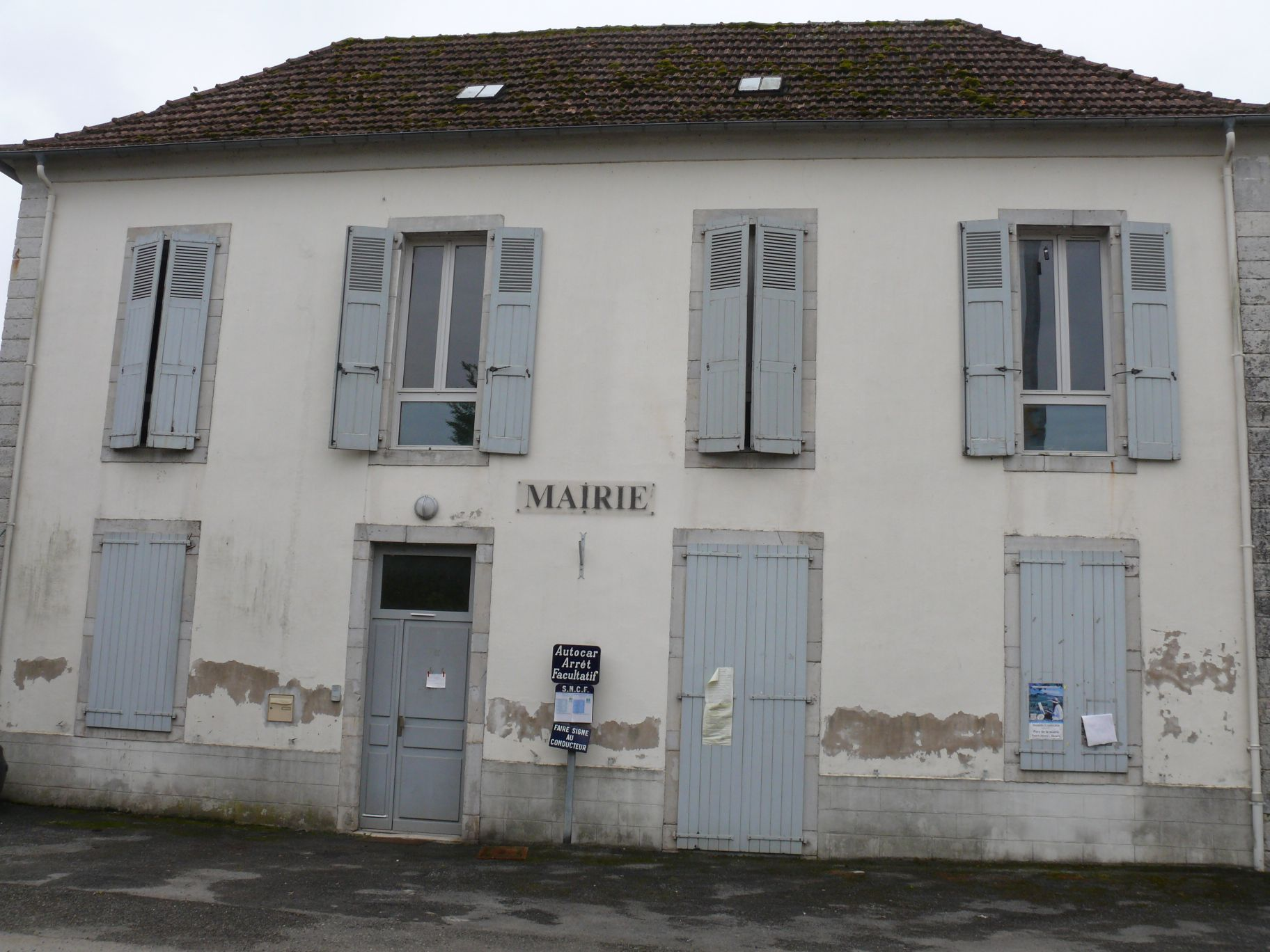
Мэрия
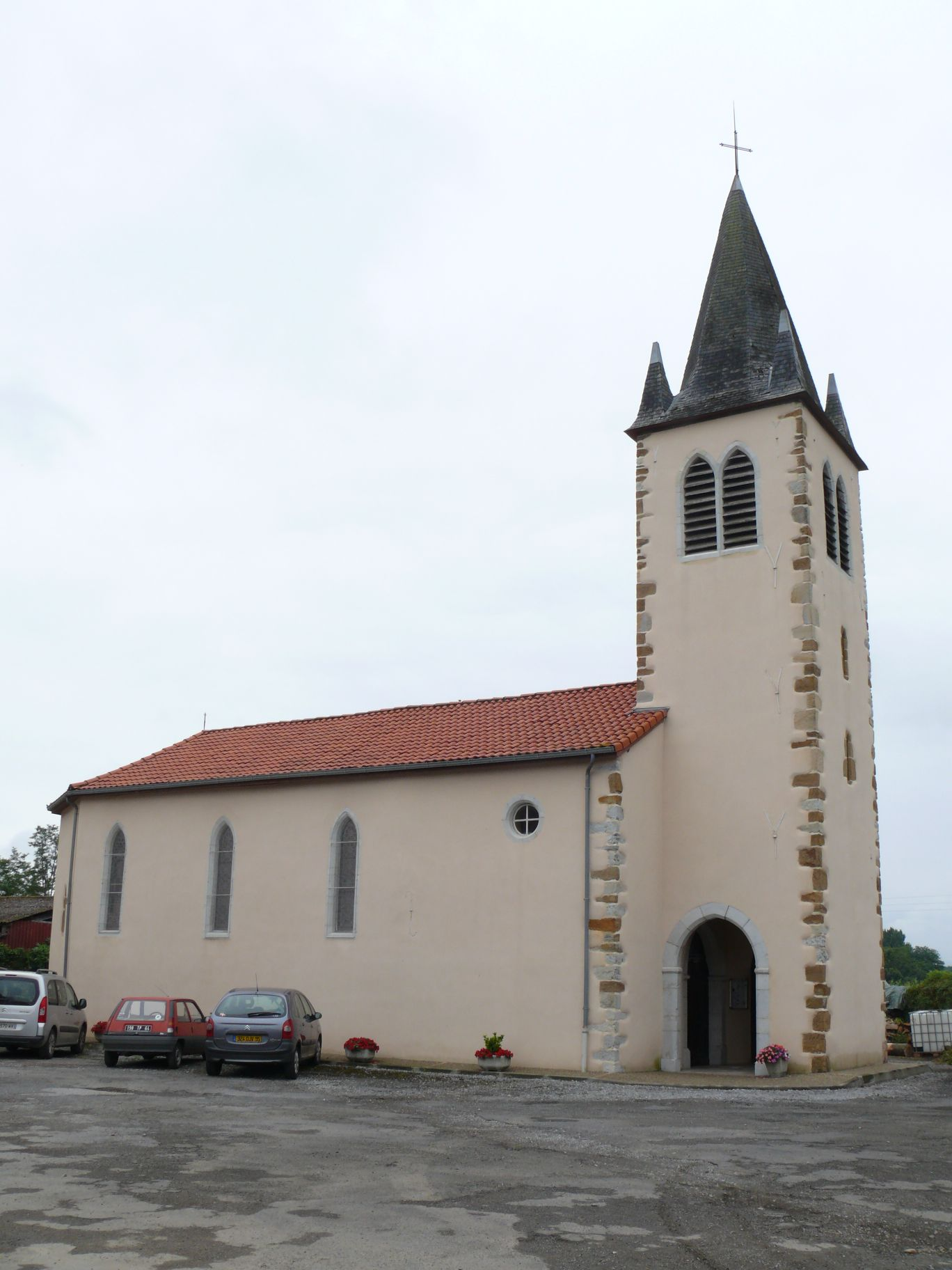
Церковь Св. Лаврентия